# Пригоди Гекльберрі Фінна
«Пригоди Гекльберрі Фінна» (англ. «Adventures Of Huckleberry Finn») — популярний роман, написаний Марком Твеном, вперше опублікований в грудні 1884. Зазвичай визнається найкращим твором Марка Твена та одним з претендентів на звання Великого американського роману. Написаний від першої особи Гекльберрі Фінна, друга Тома Соєра та оповідача двох наступних книжок Том Соєр За Кордоном та Том Соєр — детектив.
Номер 54 у Рейтингу 100 найкращих книг усіх часів журналу «Ньюсвік».

## Сюжет

### Життя в Сент-Пітерсбурзі
Історія починається з вигаданого міста Сент-Пітерсбурга, Міссурі на берегах річки Міссісіпі в період з 1835 по 1845. Два хлопчики, Том Соєр та Гекльберрі Фінн, знайшли досить велику суму грошей у їхніх попередніх пригодах, описаних у книжці «Пригоди Тома Соєра». Гека віддали під опіку вдови Дуглас, яка разом зі своєю сестрою міс Ватсон, намагалась його «цивілізувати». Гек цінує їх спроби, але знаходить цивілізоване життя обмеженим. На початку історії, Том Соєр з'являється на деякий час, допомагаючи Геку втекти з будинку, минаючи Джима, раба міс Ватсон. Потім вони зустрічаються з рештою самопроголошеної банди Тома Соєра, яка збирається організовувати «пригодницькі злочини». Життя раптово змінюється, коли в місті з'являється батько Гека, грубіян та алкоголік. Хоча Геку вдається запобігти бажанню батька забрати його статки, та останній через суд отримує право забрати Гека в лісову глушину, де тримає Гека зачиненим всередині батьківського будинку. Незадоволений своїм життям з батьком, Гек втікає по річці Міссісіпі, перед цим інсценувавши свою смерть.

### Життя на острові
Живучи досить комфортабельно на теренах Міссісіпі, Гек з радістю знаходить на острові Джексон компаньйона у вигляді Джима, раба міс Ватсон. Згодом Гек дізнається, що Джим також втік після погрози міс Ватсон продати Джима на південь, де умови життя для рабів були ще важчі.
Джим збирається дістатися міста Каїр, Іллінойс, а звідти дістатися Огайо, вільного штату, щоб згодом викупити з рабства свою сім'ю. Спочатку сумління Гека казало йому донести комусь на Джима, але подорожуючи разом, Гек дізнається про минуле Джима та складнощі його життя. Чим далі вони подорожують, тим більше Гек починає змінювати свою думку про людей, рабство та життя в цілому.
Гек та Джим ховалися в печері на схилі острова Джексон, перечікуючи шторм. Коли можуть, вони жебракують по річці намагаючись знайти їжу, дрова та інше. Однієї ночі вони знаходять пліт, на якому згодом вони будуть мандрувати вниз по Міссісіпі. Пізніше вони знаходять цілий будинок, який плив вниз по течії. Вони увібралися в нього і схопили все, що могли. В одній з кімнат Джим знаходить мертвого чоловіка, якого очевидно застрілили, коли він намагався пограбувати будинок. Джим забороняє Геку подивитися на обличчя мертвого.
Щоб дізнатись останні новини в місцевості, Гек перевдягається в дівчинку та йде у місто. Там він заходить в будинок жінки, яка недавно переїхала в місто, думаючи що вона не впізнає його. Розмовляючи з нею, Гек дізнається про нагороду в 300$ за Джима, якого звинуватили у вбивстві Гека. З часом жінка розуміє, що Гек хлопчик, коли побачила, що він не може всунути нитку в голку. Вона робить спритний трюк і розкриває, що Гек хлопчик та дозволяє йому піти. Він повертається на острів та розповідає про переслідування і, перенісши свої речі на пліт, вони покидають острів.

### Гренжерфорди та Шефердсони
Пліт на якому подорожували Гек та Джим, було розбито пароплавом, що пропливав річкою, тимчасово розділивши їх. Гек отримав притулок у Гренжерфордів, заможної місцевої сім'ї. Тут він подружився з Баком Гренжерфордом, своїм однолітком, від якого Гек дізнався про 30-літню кровну ворожнечу між сім'ями Гренжерфордів та Шефердсонів.
Вендета між сім'ями набуває піку, коли сестра Бака, Софія Гренжерфорд, втікає з Герні Шефердсоном. В результаті це призводить до конфлікту, де вся чоловіча гілка місцевих Гренжерфордів була вбита. Після того, як Гек побачив вбитого Бака, Гек занадто спустошений щоб описати все що трапилось. Попри це, він все ж описує, як він оминув свою смерть у перестрілці і, пізніше возз'єднавшись з Джимом та плотом, вони продовжили свою подорож вниз по Міссісіпі.

### Князь та Король
Пливучи вниз по річці, Гек та Джим рятують двох хитрих шахраїв. Молодший з них, чоловік років з тридцяти, представив себе як сина англійського князя — Князь Бриджвотер (англ. «Duke of Bridgewater») (якого Король потім називав «Білджвотер» (Bilgewater — «трюмна вода»), через неправильну вимову). Старшому було за шістдесят і після заяви князя про своє походження, розказав всім, що він «загублений Дофін», син Людовика XVI і правонаступник на престол Короля Франції.
Князь та Король приєднались до Гека та Джима і на шляху на південь виконали кілька махінацій. Аби легалізувати присутність Джима, вони надрукували підроблені листівки про втікшого негра; пізніше вони перемалювали Джима у синій колір і називали «Хворим Арабом». Одного разу вони прибули в місто, де зняли поміщицький дім на ніч. там вони надрукували листівки про виставу яку Король та Князь називали «Королівський Ідеал» (англ. «Royal Nonesuch»). Вистава виявилась істеричним перекиданням Короля у голому розмальованому вигляді на кілька хвилин і навіть близько не коштувала 50 центів, які глядачі заплатили за квиток.
Тим часом, в день вистави, п'яниця на ім'я Боггс приїхав у місто і починає погрожувати чоловіку з південних штатів на ім'я полковник Шербурн. Полковник вийшов та попередив Боггса, що він може продовжувати погрожувати лише до першої години дня. О першій годині Боггс вже втомився і двоє друзів намагалися вивезти його з міста, але Шербурн все одно вбиває його. Хтось у натовпі, якого пізніше Шербурн ідентифікує як Барк Харкнесс, вигукує що полковника треба лінчувати. Вони всі йдуть до будинку Шербурна, де полковник зустрічає їх із зарядженою гвинтівкою. Без слів натовп починає відступати, а потім і зовсім розходитись, після того як Шербурн починає сміятись і розповідати про підступність «південного правосуддя», коли лінчування може відбутись лише у темряві та в масках.
На третю ніч «Королівського Ідеалу» жителі міста вирішили покарати організаторів, але Князь та Король вже покинули місто і разом з Геком та Джимом попливли вниз по річці. Достатньо віддалившись від останнього міста, вони зустрічають тутешнього жителя від якого дізнаються про смерть Пітера Вілкса та спадок, який отримають від нього його брати. Князь та Король вирішують зіграти ролі братів Вілкса та нажитися на його спадку. Використовуючи штучний англійський акцент Король переконує більшість жителів міста, що він та Князь брати Вілкса з Англії. Проте міський лікар їм не вірить та звинувачує їх у шахрайстві, однак йому ніхто не вірить. Князь пропонує взяти лише гроші та тікати, але Король пропонує розпродати нерухомість Вілкса, кажучи: «Невже ми не маємо всіх дурнів в місті на нашій стороні? І невже це не більшість населення міста?» (англ. Hain't we got all the fools in town on our side? And ain't that a big enough majority in any town?).
Геку подобаються доньки Вілкса, які відносяться до нього ласкаво та люб'язно, тому він намагається завадити Князю та Королю вкравши спадкові гроші. Але потрапивши ситуацію, коли його могли спіймати на гарячому, він ховає гроші в труну Вілкса, яку закопали наступного ранку, без відома Гека щодо грошей (чи залишились вони в труні, або ж їх хтось забрав). В цей же час у місто прибувають справжні брати Вілкса, але їх не вдається ідентифікувати через розбіжність їх підписів з підписами у записах. Брати пояснили це тим, що глухонімий брат, який листувався з Вілксом, пошкодив руку і не може наразі писати. Жителі міста вирішили провести тест і запитали обидві сторони про тату, яке мав Вілкс. Аби перевірити слова обох сторін, було вирішено викопати труну. Коли труну було вирито і там було знайдено гроші, заховані Геком, Князю та Королю вдалось втекти, завдяки конфузу у жителів міста. Їм вдалось наздогнати та приєднатись до Джима та Гека, на превеликий жаль останнього, адже він думав, що зміг від них втекти.

### Втеча Джима
Після втечі з міста, Король користуючись відсутністю Гека продає свою частку у «рабі-утікачі» Джимі за 40$. Обурений зрадою, Гек відмовляється від поради Короля подумати про його совість, яка мала б йому казати, що допомагаючи Джиму тікати, він крав власність міс Ватсон. Приймаючи таку позицію, Гек вирішує звільнити Джима.
Тимчасовими власниками Джима стають містер та місіс Фелпс, які виявились дядьком та тіткою Тома Соєра. Через те, що Тома очікували в гості, Фелпси переплутали Гека з Томом. Гек вирішує підіграти, сподіваючись знайти місце перебування Джима і звільнити його. Для цього Гек перехоплює Тома на дорозі і розповідає йому все. Том вирішує допомогти Геку прикидаючись Сідом, молодшим братом Тома. Джим розказав челяді про Князя та Короля і про їхній «Королівський Ідеал», тому цього разу жителі міста були готові зустріти їх. Князя та Короля було схоплено, облито смолою, посипано пір'ям і відправлено з міста.
Замість того, щоб просто звільнити Джима, Том розроблює план втечі Джима, який включає секретні повідомлення, підземні тунелі, мотузкові сходи у їжі Джима та інші елементи з популярних книжок на зразок записки Фелпсам, яка попереджала, що банда намагатиметься звільнити їхнього « раба-утікача». Під час втечі Тома було підстрелено в ногу і Джим вирішує залишитись та допомогти йому, а не продовжувати втечу. Джим відніс Тома до доктора, який хоч здивований порядністю Джима та все ж мав доповісти на нього. Джима спіймали під час сну.

### Розв'язка
Після захоплення Джима, події починають стрімко розвиватись. Тітка Тома приїжджає до міста і розкриває справжні імена Гека та Тома. Том повідомив всім, що Джим вже два місяці як вільний: міс Ватсон померла два місяці тому і у своєму заповіті звільнила Джима, але Том вирішив не розкривати свободу Джима і за допомогою свого плану його звільнити. Джим розповідає Геку, що його батько помер і це його тіло вони знайшли в плаваючому будинку. У заключних реченнях Гек розповідає, що йому сподобалось писати цю історію і не зважаючи на бажання сім'ї Тома усиновити і «цивілізувати» його, він збирається втекти на Індіанські території.

## Персонажі
- Гекльберрі («Гек») Фінн — головний герой, незалежний і винахідливий хлопець, який ставить під сумнів суспільні норми і морально зростає протягом історії.
- Джим — раб-утікач, який прагне свободи, відданий друг Гека і його моральний орієнтир.
- Том Сойєр — найкращий друг Гека, вигадливий і пустотливий хлопець, уособлення романтизованого ідеалу пригод.
- Папаша Фінн — батько Гека, п’яниця і деспот, який символізує жадібність та невігластво.
- Герцог — шахрай, який вдає із себе дворянина, хитрий і нечесний.
- Дофін (Король) — інший шахрай, який співпрацює з Герцогом у різних аферах, уособлює людську жадібність.
- Вдова Дуглас — добра, релігійна жінка, яка намагається «цивілізувати» Гека.
- Міс Уотсон — сувора сестра вдови Дуглас, спочатку власниця Джима, але зрештою звільняє його у своєму заповіті.
- Суддя Тетчер — справедливий і чесний чоловік, який захищає гроші Гека від його батька.
- Тітка Саллі Фелпс — тітка Тома, добра, але довірлива жінка, яка випадково тримає Джима в полоні.
- Дядько Сайлас Фелпс — чоловік тітки Саллі, простий і довірливий фермер.
- Бак Гренджерфорд — хлопець, з яким Гек подружився, учасник трагічної сімейної ворожнечі.
- Полковник Гренджерфорд — голова родини Гренджерфордів, символ південного благородства і лицемірства.
- Еммелін Гренджерфорд — померла дочка Гренджерфордів, відома своїми похмурими віршами та малюнками.
- Софія Гренджерфорд — донька Гренджерфордів, яка втекла з Гарні Шепердсоном, що посилило ворожнечу між родинами.
- Гарні Шепердсон — член ворожої родини, який утік із Софією Гренджерфорд.
- Мері Джейн Вілкс — добра і довірлива дівчина, член родини Вілкс.
- Сюзанна Вілкс — практична і розсудлива сестра Мері Джейн.
- Джоанна Вілкс — наймолодша сестра Вілкс, підозріла і допитлива.
- Пітер Вілкс — покійний родич, чий спадок намагаються вкрасти Герцог і Дофін.
- Боггс — п’яниця, чия смерть провокує конфлікт із натовпом.
- Полковник Шерберн — людина, яка застрелила Боггса і виступила з промовою проти натовпу.
- Доктор Робінсон — друг Пітера Вілкса, один із небагатьох, хто побачив шахрайство Герцога і Дофіна.
- Леві Белл — адвокат, який допомагає викрити шахраїв.

## Цікаві факти
«Пригоди Гекльберрі Фінна» в зв'язку з розширенням меж політкоректності вилучено з програми деяких шкіл США за начебто расистські висловлювання. Вперше це трапилось в 1957 р. в штаті Нью-Йорк. Однак, на загальнонаціональному рівні, вимоги вилучити книгу з переліку творів обов'язкових для вивчення провалися в федеральному суді в 1998 році. В лютому 2011 р. в США виходить перше видання книги в якому «образливі» слова будуть змінені на «політкоректні».

## Переклади українською
- Твейн М. Пригоди Гука / Перкл. Володимир Держирука. — Вінніпег : Українська книгарня, 1922. — 216 с.